# Parque de la Guineueta
El parque de la Guineueta (en catalán: Parc de la Guineueta) se encuentra en el barrio de La Guineueta, en el distrito de Nou Barris de Barcelona. Fue creado en 1971 por Joaquim Casamor, director de Parques y jardines de Barcelona.

## Descripción

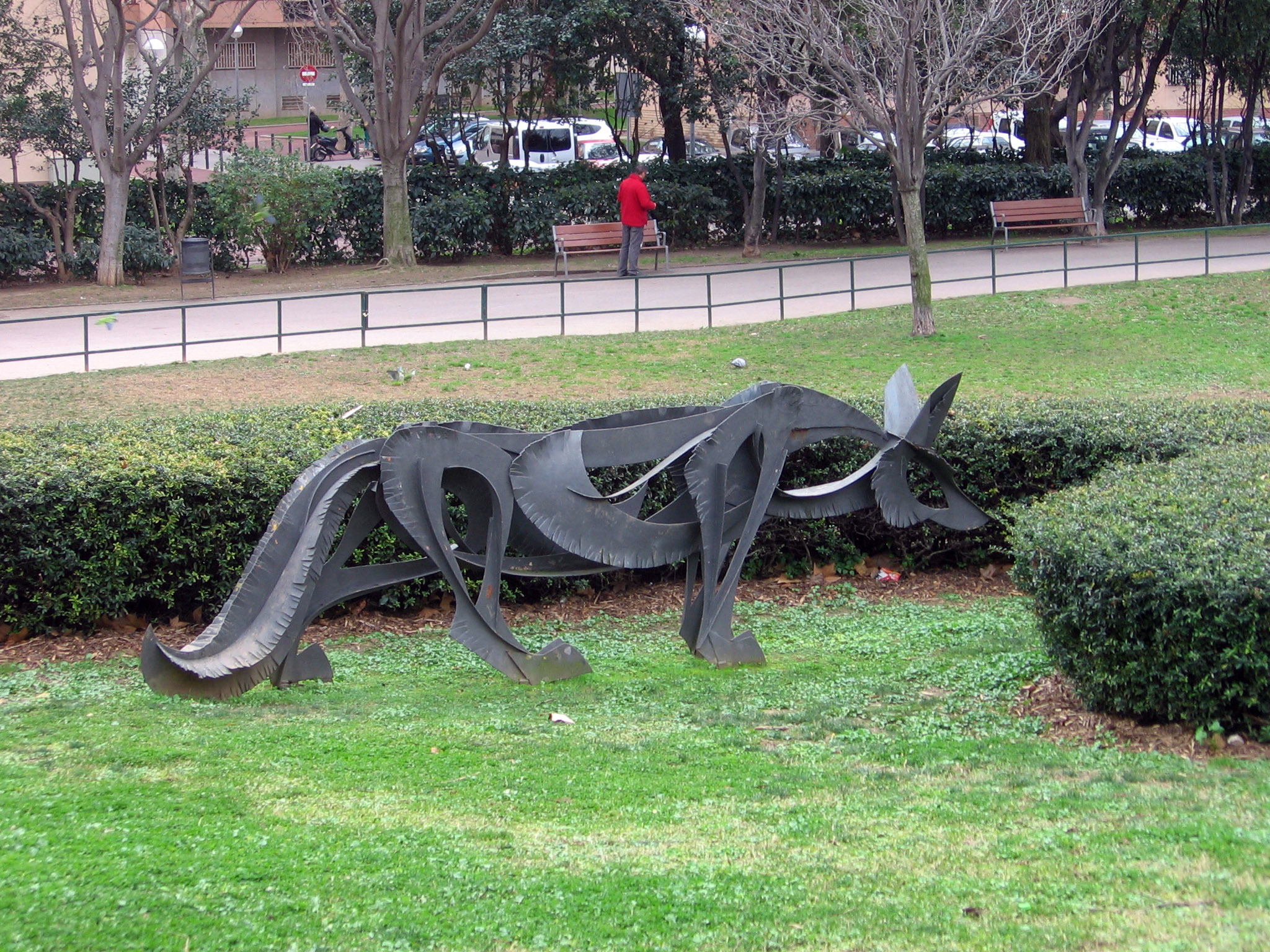
Guineu, de Julià Riu i Serra

El parque homónimo al barrio tomó su nombre de una antigua masía llamada Can Guineueta (guineu es «zorro» en catalán, y el sufijo eta es diminutivo). Se extiende de manera lineal entre los bloques de edificios de los barrios de la Guineueta y del Verdún, en un terreno que antiguamente fue un barranco. En la parte superior, que da a la Ronda de Dalt, se encuentra un campo de fútbol y varios equipamientos deportivos, mientras que en la inferior se halla la parte más ajardinada del parque, donde junto a un lago se encuentra el principal monumento del parque, la escultura Guineu, de Julià Riu i Serra, en honor al barrio. También se encuentra en su recinto el Monumento a Blas Infante, compuesto por un friso con ocho columnas truncadas que representan las ocho provincias andaluzas, obra de Josep Lluís Delgado, sufragado por el Centro Andaluz de Barcelona en 1982, al que se añadió un busto del político andalucista en 1995, obra de Xavier Cuenca Iturat.
La parte inferior y superior están comunicadas por dos caminos paralelos que se bifurcan en la parte alta del parque, entre los que se encuentra un bosquecillo paisajístico. En la parte derecha se abren varias plazas que sirven de espacios lúdicos y de reunión; una de ellas lleva el nombre de Jardines de San Juan de Puerto Rico, que fue el nombre inicial del parque. El recinto cuenta también con bar, zonas de pícnic, área infantil, pistas de petanca, mesas de ping-pong y área para perros, y en sus terrenos se halla también el colegio IES La Guineueta.

Monumento a Blas Infante
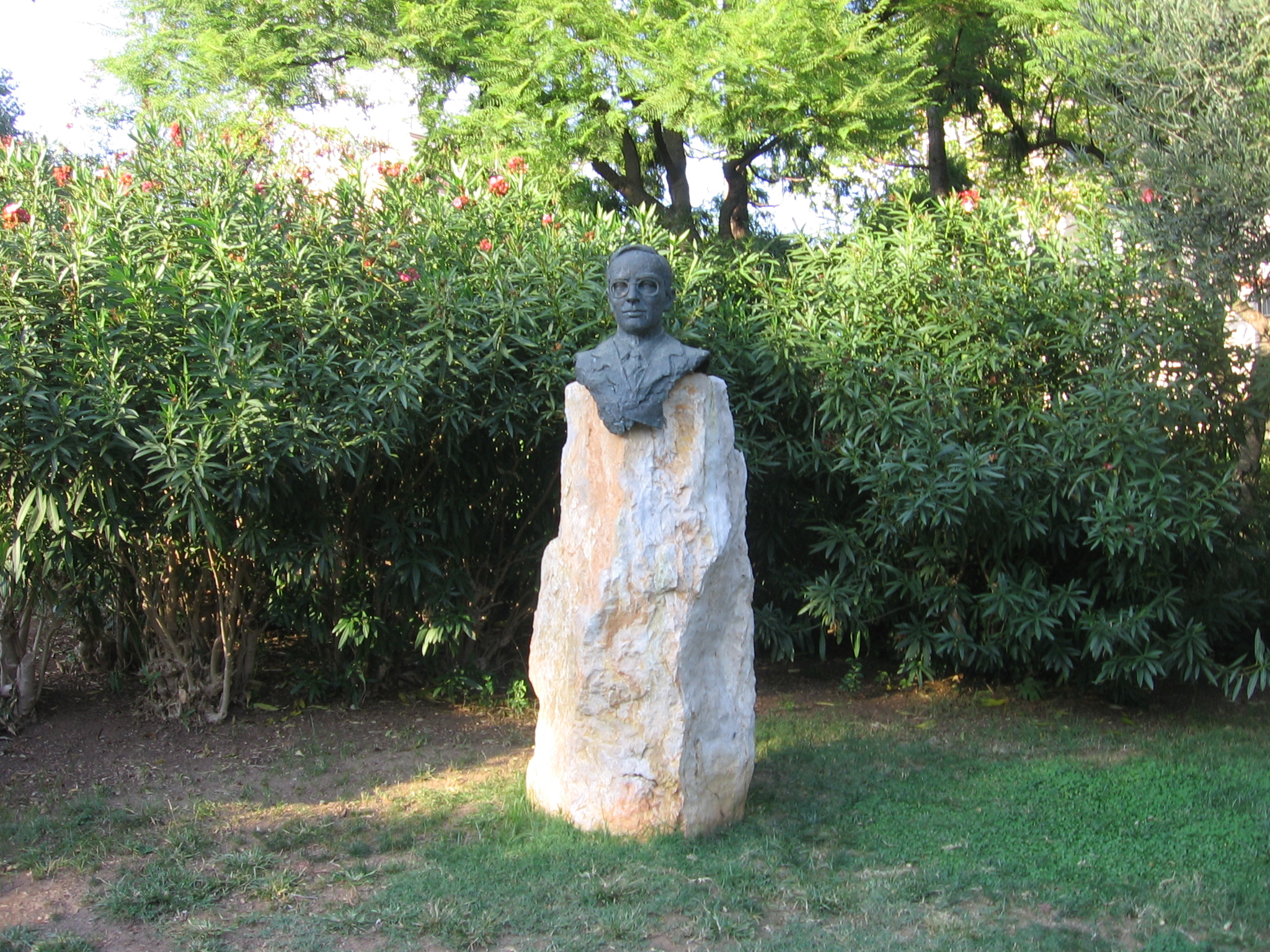
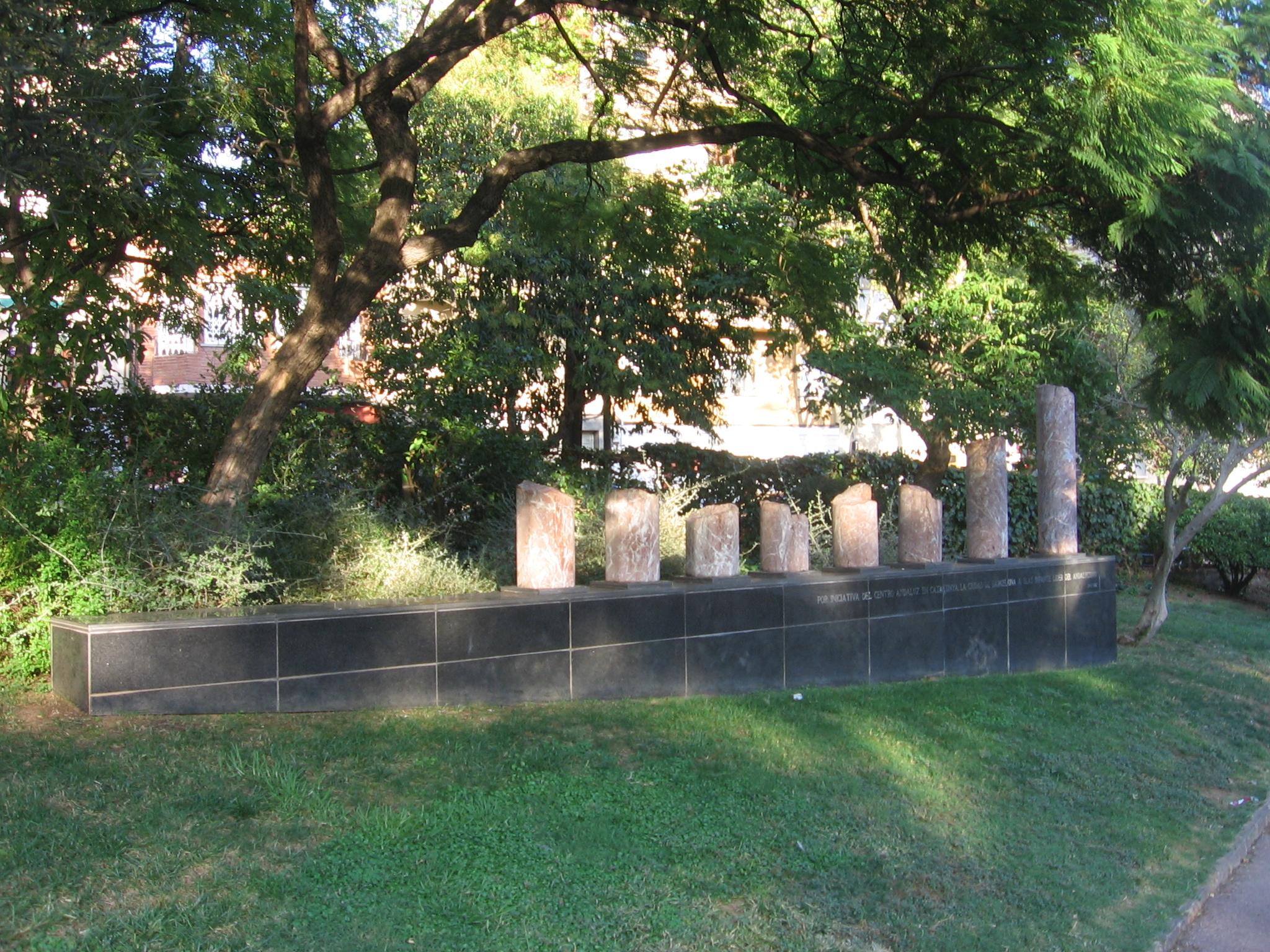

## Vegetación
Entre las especies presentes en el parque destacan: la palmera washingtonia (Washingtonia filifera), el pino carrasco (Pinus halepensis), la falsa acacia (Robinia pseudoacacia), la yuca (Yucca gigantea y Yucca gloriosa), la jacaranda (Jacaranda mimosifolia), el árbol del amor (Cercis siliquastrum), la pata de vaca (Bauhinia forficata), el pimentero falso (Schinus molle), la palmera datilera (Phoenix dactylifera), el cedro del Himalaya (Cedrus deodara), la tuya oriental y tuya gigante (Thuja orientalis y Calocedrus decurrens), el almez (Celtis australis), el pino piñonero (Pinus pinea), el platanero (Platanus x hispanica), el olivo (Olea europaea), el jinjolero (Ziziphus jujuba), etc.